# Solar (cantante)
Solar (솔라?, SollaLR, SollaMR), pseudonimo di Kim Yong-sun (김용선?, 金容仙?, Gim Yong-seonLR, Kim YongsŏnMR; Distretto di Gangseo, 21 febbraio 1991), è una cantante e attrice sudcoreana.
Dal 2014 è leader del gruppo musicale Mamamoo sotto contratto con la Rainbow Bridge World.

## Biografia
Kim Yong-sun è nata il 21 febbraio nel Distretto di Gangseo in Corea del Sud, dove viveva con la sua famiglia e sua sorella più grande, Yong-hee. Ha studiato presso la Modern K Music Academy University.

### 2014-presente: debutto con le Mamamoo
Debutta nel 2014 con il ruolo di leader nel gruppo Mamamoo e un anno dopo, nel 2015, inizia a pubblicare sei singoli, Solar's Emotion part. 6. Alla Ewha Womans University di Seul nei giorni 27, 28 e 29 aprile 2018 avviene il suo primo concerto solista "Solar's Emotion Concert Blossom".

## Discografia
Per le opere con le Mamamoo, si veda Discografia delle Mamamoo.

### EP
- 2018 – Solar Sensitivity Part.6
- 2020 – Spit It Out
- 2022 – 容: Face

### Singoli
- 2015 – Lived Like A Fool
- 2015 – Only Longing Grows
- 2016 – In My Dreams
- 2017 – Happy People
- 2017 – Autumn Letter
- 2017 – Alone People
- 2018 – Nada Sou Sou

## Riconoscimenti
- MBC Entertainment Awards
  - 2016 – Candidatura Female Rookie Award in Variety Show per Uri gyeolhonhaess-eo-yo
  - 2016 – Best Couple (con Eric Nam) per Uri gyeolhonhaess-eo-yo